# Koninkrijk Sarawak
Het koninkrijk Sarawak op het eiland Borneo werd in 1842 uitgeroepen door James Brooke nadat Sarawak onafhankelijk werd van het sultanaat Brunei. In 1888 aanvaardde zijn neef Charles Brooke het voorstel van het Verenigd Koninkrijk om er een protectoraat van te maken, dit bleef het tot 1946, toen Charles Vyner Brooke zijn rechten afstond aan het Verenigd Koninkrijk.